# Bétel (Palesztina)
Bétel (héberül:  בֵּית אֵל   ) (más néven: Béthel , jelentése:Isten Háza) ókori város Jeruzsálemtől kb. 25 kilométerre északra.

## Története
Ásatások tanúsítják, hogy a korai bronzkor közepétől kezdve virágzó kánaáni város volt. A késő bronzkori Bétel azonban valamikor a Kr.e 13. század végén vagy a Kr. e. 12. század elején elpusztult.:235
Már a Teremtés könyvében említve van a város, eredetileg a neve Lúz volt.  Ábrahám a közelében épített oltárt. Később itt jelent meg Isten Jákobnak az álmában és a leszármazottainak ígérte a területet. Jákob ezután nevezte el a helyet Bételnek (Isten házának).
A zsidók kánaáni honfoglalása után, Benjámin törzsének jutott osztályrészül. Az egyik kultuszközpont volt, ahova ünnepeken elzarándokoltak. Egy időben itt őrizték a szent ládát, és a nagy prófétákkal kapcsolatban álló próféta-tanítványok is laktak itt. Még nagyobb jelentőségre tett szert, amikor I. Jeroboám a különszakadt északi országrésznek országos kultuszhelyévé nyilvánította, hogy a népe ne zarándokoljon Jeruzsálembe a templomhoz. Arany borjúszobrot állíttatott fel itt. Ámosz és Hóseás próféta ítéletet hirdettek felette.
A későbbi nagyobb háborúktól kevésbé szenvedett. Az asszírok nem pusztították el, de az elhurcolt izraeliták helyébe idegeneket telepítettek. A babiloni háborúk idején feldúlták ugyan, de hamar újjáépült. A babiloni fogságból hazatértek egy része itt kezdett új életet. Mint kisebb település létezett a perzsa, görög és a római korban.
A középkorban a bizánciak és az arabok az ókori város építőköveit használták fel saját építkezéseikhez. A korai Izraeli királyság emlékei nem tárhatók fel, mert a mai lakott, azonos nevű ciszjordániai település alatt vannak.